# Katri Kulmuni

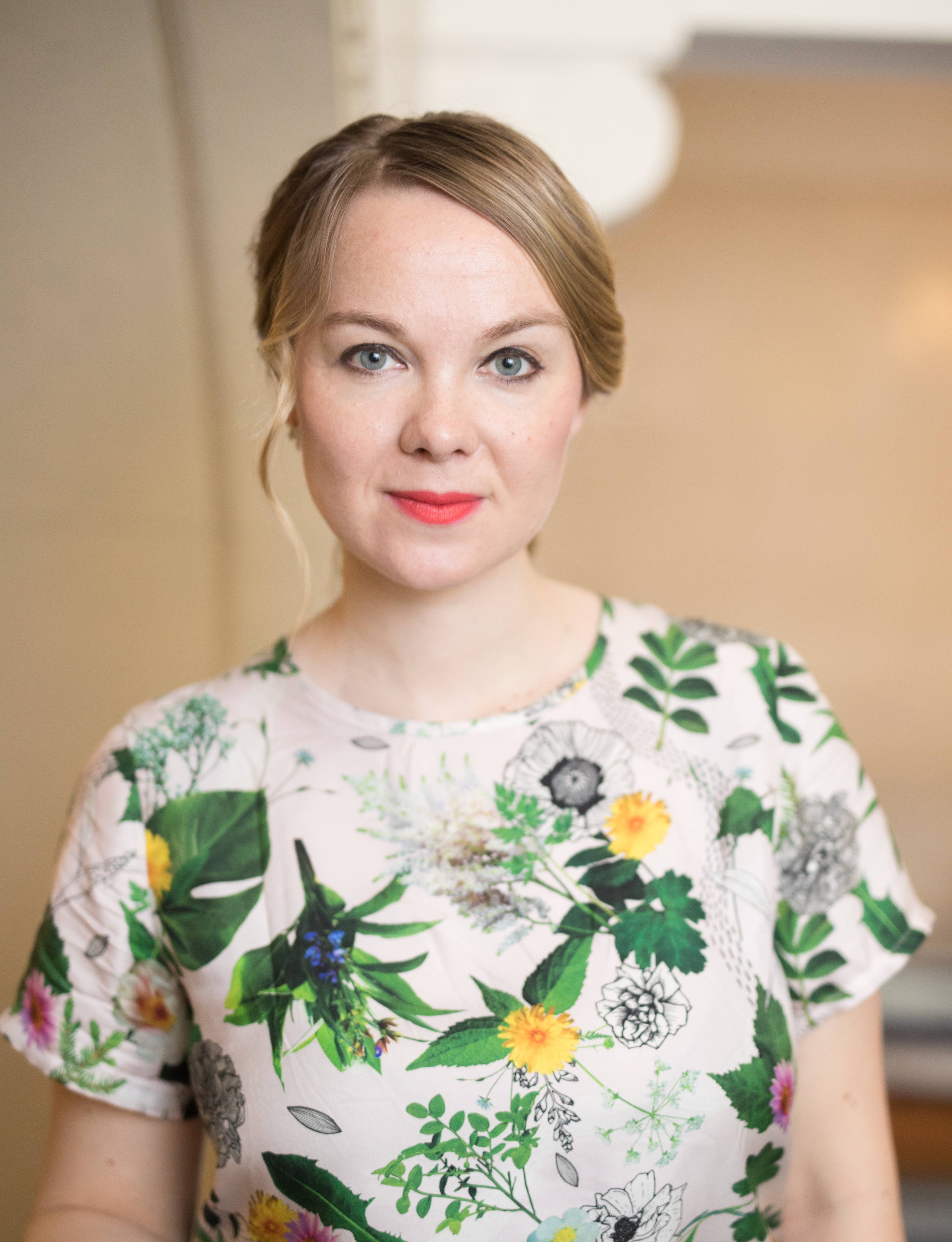
Katri Kulmuni (2019)

Katri Briitta Ilona Kulmuni (* 4. September 1987 in Tornio) ist eine finnische Politikerin und war vom 12. September 2019 bis 9. Juni 2020 Stellvertretende Ministerpräsidentin. Bis September 2020 war sie Vorsitzende der Finnischen Zentrumspartei (KESK) war bis Juni 2020 Finanzministerin, nachdem sie von Juni bis 10. Dezember 2019 Wirtschaftsministerin der Republik Finnland gewesen war.

## Politik
Kulmuni wurde 2015 und 2019 für die Zentrumspartei im Wahlkreis Lappland in das finnische Parlament gewählt. Am 6. Juni 2019 wurde Kulmuni zur Wirtschaftsministerin im Kabinett Rinne ernannt. Am 12. September 2019 wurde sie Stellvertretende Ministerpräsidentin des Landes als Nachfolgerin von Mika Lintilä (KESK). Nach dem Rücktritt von Ministerpräsident Antti Rinne ersetzte sie diesen am 10. Dezember 2019 als Finanzministerin im Kabinett Marin. Kulmuni ist auch Mitglied des Stadtrats von Tornio. Wegen einer Kontroverse um Beratungsgebühren erklärte sie am 5. Juni 2020 ihren Rücktritt vom Ministeramt. Ihr Nachfolger wurde am 9. Juni 2020 Matti Vanhanen.
Als Nachfolgerin von Juha Sipilä, der im Juni 2019 als Ministerpräsident zurücktrat, war Kulmuni seit Anfang September 2019 Parteivorsitzende der Finnischen Zentrumspartei (KESK). Sie war von November 2015 bis Juni 2019 Vorsitzende der finnisch-russischen Gesellschaft (Suomi–Venäjä-Seura, SVS).

## Berufliches und Persönliches
Kulmuni studierte Sozialwissenschaften an der Universität Lappland in Rovaniemi. Sie war 2010/2011 Pressereferentin von Paavo Väyrynen.
Katri Kulmuni ist mit Jyrki Peisa verheiratet.